# Claudia Kim
Pour les articles homonymes, voir Kim Soo-hyun.
Dans ce nom coréen, le nom de famille, Kim, précède le nom personnel.
Kim Soo-hyun (Hangul : 김수현 ; née le 25 janvier 1985), connue sous le nom de Claudia Kim, est une actrice et mannequin sud-coréenne.
Elle est connue pour son rôle dans la série Marco Polo et les films Avengers : L'Ère d'Ultron et Les Animaux fantastiques : Les Crimes de Grindelwald.

## Filmographie

### Cinéma

#### Longs métrages
- 2015 : Avengers : L'Ère d'Ultron (Avengers: Age of Ultron) de Joss Whedon : Dr Helen Cho
- 2015 : Equals de Drake Doremus : The Collective (voix)
- 2017 : La Tour sombre (The Dark Tower) de Nikolaj Arcel : Arra Champignon
- 2018 : Les Animaux fantastiques : Les Crimes de Grindelwald (Fantastic Beasts : The Crimes of Grindelwald) de David Yates : Nagini[1]
- 2023 : A Normal Family (보통의 가족) de Hur Jin-ho : Ji-soo

### Télévision

#### Séries télévisées
- 2006-2007 : Queen of the Game (ko) : Park Joo-won
- 2011-2012 : 브레인 (ko) (Brain) : Jang Yoo Jin
- 2012 : Standby (ko) : Kim Soo-hyeon
- 2013 : 7th Grade Civil Servant (ko) : Choi / Mi Rae
- 2014-2016 : Marco Polo : Khutulun (16 épisodes)
- 2016 : Monster (몬스터) : Yoo Sung-ae
- 2024 : The Atypical Family (히어로는 아닙니다만) : 	Bok Dong-hee

## Distinctions
- 2005 : Korea-China Supermodel Contest: 1st Place
- 2006 : SBS Drama Awards: New Star Award (Queen of the Game)
- 2012 : MBC Entertainment Awards: Excellence Award, Actress in a Comedy/Sitcom (Standby)

## Voix françaises
- Anne Tilloy dans :
  - Avengers : L'Ère d'Ultron
  - Lego Marvel's Avengers (jeu-vidéo)
  - La Tour sombre

Et aussi :
- Valérie Muzzi (Belgique) dans Marco Polo
- Geneviève Doang dans Les Animaux fantastiques : Les Crimes de Grindelwald